# GD Racing
GD Racing was een autosportteam uit Italië.

## Geschiedenis

### 2001
GD Racing werd opgericht in 2001 om deel te nemen aan de Open Telefonica by Nissan. Het team had dat jaar Leandro Iglesias als vaste coureur, terwijl Mariano Acebal, Brian Smith, Nicolás Filiberti en Andy Priaulx gedurende het seizoen de tweede auto bestuurden. Priaulx behaalde met een vijfde plaats tijdens het laatste raceweekend op het Circuit Ricardo Tormo Valencia het beste resultaat voor het team, terwijl Iglesias de beste coureur in de eindstand was met een twaalfde plaats. Het team werd achtste in het kampioenschap.

### 2002
In 2002 werd de naam van het kampioenschap veranderd naar World Series by Nissan. GD Racing bleef deelnemen aan dit kampioenschap met Roberto González als vaste coureur, terwijl de tweede auto gedurende het seizoen werd bestuurd door Rafael Sarandeses, Jonathan Cochet, Nicolas Minassian en Wagner Ebrahim. Cochet behaalde met twee vierde plaatsen op Valencia het beste resultaat voor het team en was ook de beste coureur in het kampioenschap op de dertiende plaats, terwijl het team als tiende in het kampioenschap eindigde.

### 2003
In 2003 begon Jonathan Cochet het seizoen voor GD Racing, maar werd hij na het eerste raceweekend vervangen door Enrique Bernoldi. Het team zette in slechts drie raceweekenden een tweede auto in voor Mathieu Zangarelli en Pablo Donoso. Bernoldi behaalde tijdens de eerste race van het seizoen op het Circuito Permanente del Jarama met een derde plaats de eerste podiumplaats voor het team en behaalde later in het seizoen op Valencia en Jarama twee overwinningen, waardoor hij zesde werd in het kampioenschap en het team naar een vijfde plaats stuurde.

### 2004
In 2004 bleef Enrique Bernoldi voor GD Racing rijden, terwijl Pablo Donoso gedurende het grootste deel van het seizoen in de tweede auto reed. In de laatste twee raceweekenden werd hij vervangen door respectievelijk Giacomo Ricci en Damien Pasini. Bernoldi won de eerste twee races van het seizoen op Jarama en stond nog vijf andere keren op het podium, waardoor hij achter Heikki Kovalainen en Tiago Monteiro derde werd in het kampioenschap. Het team verbeterde zich naar een vierde plaats in het kampioenschap.

### 2005
In 2005 werd de naam van het kampioenschap opnieuw veranderd naar de Formule Renault 3.5 Series. Miloš Pavlović was de vaste coureur van GD Racing, terwijl de tweede auto gedurende het seizoen werd bestuurd door Frédéric Vervisch en Patrick Pilet. Pavlović behaalde een podiumplaats op het Circuito Urbano Bilbao, terwijl Pilet op het Autodromo Nazionale Monza op het podium stond. Doordat Pilet eerder in het seizoen ook enkele raceweekenden reed voor Jenzer Motorsport, was hij met een elfde plaats de beste coureur in het kampioenschap, terwijl het team als negende eindigde.

### 2006
In 2006 reed GD Racing de eerste vijf raceweekenden van het kampioenschap met Patrick Pilet en Matteo Meneghello, die beiden na een race afwezigheid werden vervangen door Carlos Iaconelli en Miguel Molina González. Het team eindigde slechts tweemaal in de punten, met een zevende plaats van Pilet op Istanbul Park en een tiende plaats van Molina op het Circuit de Catalunya, waardoor het team als vijftiende en laatste in het kampioenschap eindigde.

### 2007
In 2007 was Pasquale di Sabatino de vaste coureur van GD Racing, terwijl de tweede auto gedurende het seizoen werd bestuurd door Ricardo Risatti, Luiz Razia en Frédéric Vervisch. Enkel Di Sabatino kan met een negende plaats op Spa-Francorchamps punten scoren, waardoor het team opnieuw als vijftiende en laatste in het kampioenschap eindigde. Na dit seizoen stapte het team uit de Formule Renault 3.5.